# Tripanurga beameri
Tripanurga beameri är en tvåvingeart som först beskrevs av Henry J. Reinhard 1947.  Tripanurga beameri ingår i släktet Tripanurga och familjen köttflugor. Inga underarter finns listade i Catalogue of Life.